# Methicillin
Methicillin ist ein Antibiotikum aus der Gruppe der β-Lactam-Antibiotika. Es ist das erste sogenannte penicillinasefeste Penicillin mit einer schmalen Bandbreite in der Therapie. Es wurde von Beecham (heute zu GlaxoSmithKline) im Jahre 1959 entwickelt. Im Gegensatz zum Benzylpenicillin (Penicillin G) ist der β-Lactam-Ring sterisch abgeschirmt, sodass er schlechter durch Penicillinasen (durch Bakterien gebildete Enzyme) gespalten und inaktiviert werden kann. Methicillin ist nicht mehr im Handel. An seiner Stelle werden Oxacillin, Cloxacillin, Dicloxacillin und Flucloxacillin verwendet.
Oxacillin, Cloxacillin, Dicloxacillin und Flucloxacillin sind säurefest, können also parenteral und oral verabreicht werden. Ihre Wirkstärke liegt bei circa einem Prozent der von Benzylpenicillin. Sie induzieren außerdem die Synthese von β-Lactamasen (Penicillinasen).
Sie wirken nur gegen grampositive Keime; gramnegative Keime sind primär resistent. Wenn Staphylococcus aureus gegen Methicillin resistent ist (sog. MRSA, Methicillin-resistenter bzw. multiresistenter Staphylococcus aureus) bzw. gegen Oxacillin (Oxacillin-resistenter Staphylococcus aureus, kurz ORSA – die passendere Bezeichnung, weil Oxacillin noch verwendet wird) kann man davon ausgehen, dass der Stamm auch gegen alle anderen β-Lactam-Antibiotika resistent ist. Eine Therapie erfolgt dann meist mit Vancomycin, alternativ natürlich nach Antibiogramm, denn auch gegen Vancomycin sind schon Resistenzen aufgetreten. Das Reserve-Antibiotikum der Wahl ist daher derzeit Linezolid.
MRSA/ORSA sind häufig auch resistent gegen Antibiotika anderer Gruppen (Chinolon-Antibiotika, Tetracycline, Aminoglykoside, Erythromycin, Sulfonamide).